# Daisuke Matsuzaka
Daisuke Matsuzaka, även kallad Dice-K, född den 13 september 1980 i Tokyo, är en japansk professionell basebollspelare som spelar för Fukuoka SoftBank Hawks i Nippon Professional Baseball (NPB). Han har tidigare spelat i Major League Baseball (MLB). Matsuzaka är högerhänt pitcher.

## Karriär
Efter en framgångsrik karriär i japanska NPB 1999–2006 köptes Matsuzaka i december 2006 av Boston Red Sox i MLB och spelade för klubben i sex säsonger 2007–2012. De första två säsongerna var framgångsrika och han var då sammanlagt 33-15 (33 vinster och 15 förluster) med en earned run average (ERA) på 3,72. Han kom 2007 fyra i omröstningen till Rookie of the Year Award i American League och året efter kom han fyra i omröstningen till Cy Young Award, priset till ligans bästa pitcher. 2009 hade han vissa skadeproblem, och de sista fyra säsongerna i klubben gick det betydligt sämre; han var då sammanlagt 17-22 med en ERA på 5,53.
I februari 2013 skrev Matsuzaka på ett minor league-kontrakt med Cleveland Indians för att försöka ta en plats i Indians spelartrupp för 2013. Under försäsongsträningen hade han vissa skadeproblem, och när premiären närmade sig skickade Indians honom till klubbens högsta farmarklubb. Där blev han kvar tills han på egen begäran löstes från kontraktet i slutet av augusti för att försöka skriva på för någon annan klubb.
Efter bara ett par dagar fick han napp hos New York Mets, som hade många pitchers skadade. För Mets var han 3-3 med en ERA på 4,42 på sju starter. Efter säsongen blev han free agent, men skrev i januari 2014 på för Mets igen med ett minor league-kontrakt som innehöll en inbjudan till klubbens försäsongsträning. Han lyckades dock inte ta en plats i Mets spelartrupp när grundserien skulle börja utan skickades till klubbens högsta farmarklubb Las Vegas 51s. Efter två bra starter för Las Vegas blev han uppkallad till Mets, som hade skador på ett par starters. Av Mets användes han till en början som inhoppare, men i början av juni fick han chansen att starta matcher. Efter drygt en månad som starter förpassades han till inhopparrollen igen i slutet av juli, och en vecka senare hamnade han på skadelistan på grund av inflammation i höger armbåge. Totalt under 2014 var han 3-3 med en ERA på 3,89 på 34 matcher, varav nio starter. Efter säsongen framkom det att han tänkte flytta tillbaka till Japan och fortsätta karriären i NPB, där han valde att skriva kontrakt med de regerande mästarna Fukuoka SoftBank Hawks.
Totalt under sin tid i MLB 2007–2014 var Matsuzaka 56-43 med en ERA på 4,45 på 158 matcher.
På grund av skador spelade inte Matsuzaka i NPB under 2015 och året efter spelade han bara en enda match.

### Internationellt
Under sin första sejour i NPB var Matsuzaka med och tog brons för Japan vid olympiska sommarspelen 2004 i Aten. Han deltog även vid olympiska sommarspelen 2000 i Sydney, där Japan kom fyra.
Matsuzaka representerade Japan vid World Baseball Classic 2006 och 2009, där Japan vann båda gångerna. 2006 startade han tre matcher och vann alla tre med en ERA på 1,38 och 2009 startade han också tre matcher och vann alla tre med en ERA på 2,45. Båda gångerna utsågs Matsuzaka till turneringens all star-lag och dessutom utsågs han båda gångerna till turneringens mest värdefulla spelare (MVP).